# Padilla (Bolivie)
Pour les articles homonymes, voir Padilla.
Padilla est une ville du département de Chuquisaca, en Bolivie, et la capitale de la province de Tomina. Sa population était estimée à 10 162 habitants en 2012.